# Palmer-Station

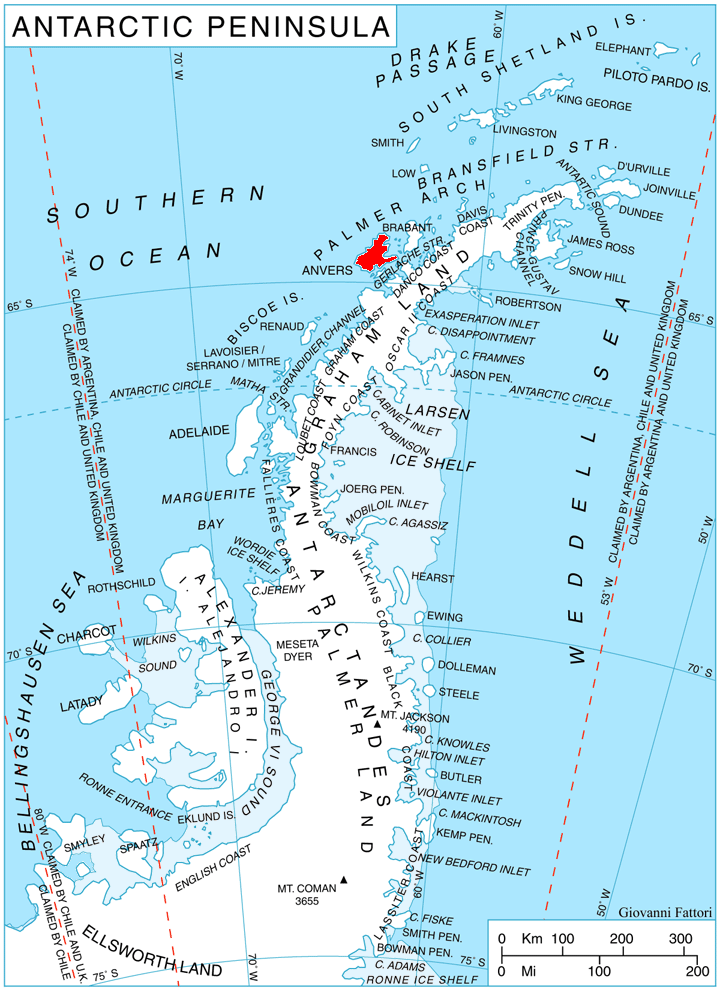
Lage der Anvers-Insel

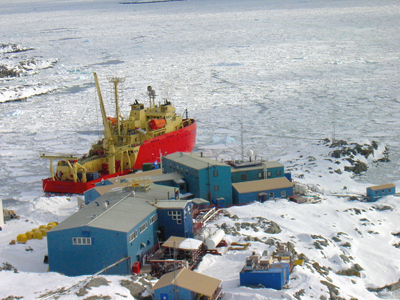
Die Laurence M. Gould am Pier der Palmer-Station

Die Palmer-Station auf der Anvers-Insel ist die einzige US-amerikanische Antarktis-Forschungsstation nördlich des südlichen Polarkreises. Sie liegt auf dem Gamage Point an der Südwestküste der Insel. Der Bau wurde 1968 abgeschlossen. 

## Beschreibung der Station
Die Station wurde nach Nathaniel B. Palmer benannt, der allgemein als erster Amerikaner betrachtet wird, der die Antarktis sah. Die maximale Bevölkerung, die die Palmer-Station beherbergen kann, sind 46 Menschen. Das Kontingent für einen normalen südlichen Sommer variiert, liegt aber üblicherweise bei etwa 40 Menschen. Palmer ist jedoch ganzjährig bemannt, die Bevölkerung fällt im Winter auf zwischen 15 und 20 Personen die die Instandhaltungsarbeiten nach dem Ende der sommerlichen Forschungsarbeit übernehmen. Es gibt wissenschaftliche Labors, einen Pier und einen Helikopterlandeplatz.
Die Einrichtung ist bereits die zweite Palmer-Station, „Old Palmer“ lag etwa 1,5 Kilometer nordwestlich nahe der britischen „Base N“, die in den Fünfzigerjahren gebaut wurde. Old Palmer wurde etwa 1965 gebaut und diente als Basis für den Bau der neuen Station, die 1968 eröffnet wurde. Old Palmer sollte auch als Zufluchtsort für die Bevölkerung der neuen Station im Falle einer Katastrophe dienen, obwohl dieses Bedürfnis mit der Zeit schwand. In den frühen Neunzigerjahren wurde Old Palmer im Zuge der Umwelt-Säuberungsaktion der National Science Foundation abgebaut und aus der Antarktis entfernt.

## Wissenschaft
Der Großteil der wissenschaftlichen Forschung, die an der Palmer-Station durchgeführt wird, betrifft die Meeresbiologie. Die Station beherbergt weiterhin ganzjährig Überwachungsgeräte für globale seismische, atmosphärische und UV-Überwachungsnetzwerke sowie einen Radarempfänger, der Blitze über der westlichen Hemisphäre studiert.
Die Palmer-Station liegt in der Nähe einiger Pinguinkolonien – Adélie-, Esels- und Zügelpinguine sind im Sommer im Überfluss vorhanden, doch in dem Gebiet können sie ganzjährig auch in kleinerer Anzahl vorkommen.
Weiter leben hier verschiedene Robbenarten: Pelzrobben, See-Elefanten, Krabbenfresser und Seeleoparden. Auch Zwerg-, Schwert- und Buckelwale schwimmen häufig in den Gewässern um die Station.
Vom Forschungsschiff R/V Laurence M. Gould aus, einem Schiff mit einem verstärkten Rumpf, wird weitere Forschungsarbeit unternommen, darunter Ozeanographie, Meeresgeologie und Meeresbiologie. Das Schiff bringt auch Forschergruppen zu Feldarbeit an Orte überall auf der Antarktischen Halbinsel, um Glaziologie, Geologie und Paläontologie zu studieren.

## Versorgung der Station und Transport
Die Versorgung der Palmer-Station wird ebenfalls durch die R/V Laurence M. Gould gewährleistet. Auch die R/V Nathaniel B. Palmer, das zweite Forschungsschiff des United States Antarctic Program, bringt ab und an Güter vorbei – die Bucht, in der sich der Pier befindet, ist jedoch zu seicht für die Palmer. 
Es gibt keinen routinemäßigen Luftzugang zur Palmer-Station. Mit den Jahren sind ab und an kleine, mit Skiern ausgerüstete Flugzeuge auf dem östlich der Station gelegenen Gletscher gelandet.